# Charlotte van Saksen-Altenburg

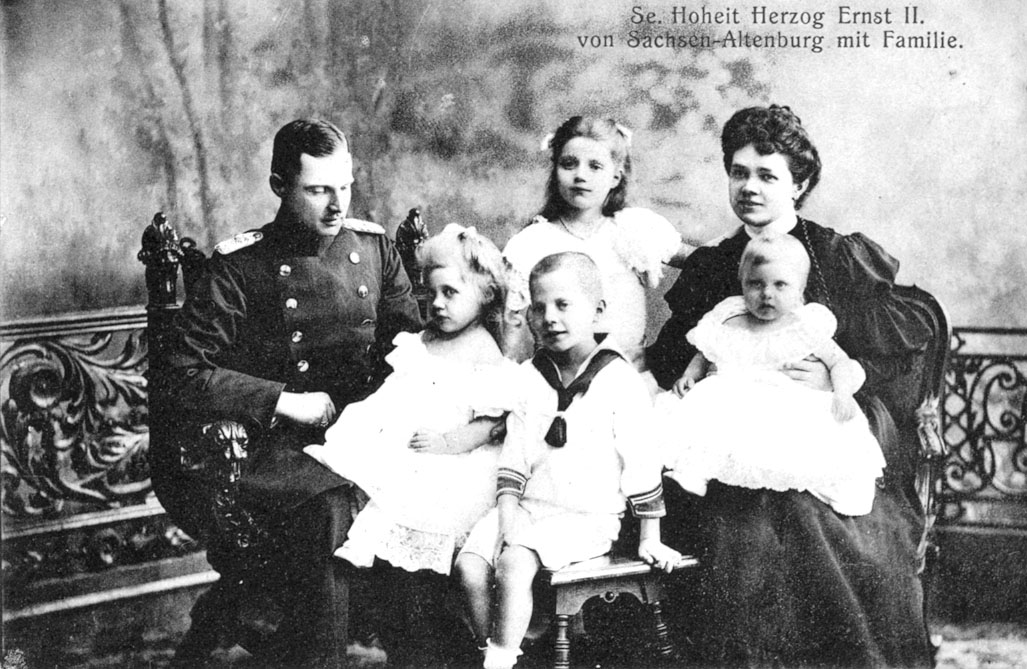
Charlotte van Saksen-Altenburg staand in het midden, met ouders en broers en zusje

Charlotte Agnes Ernestine Augusta Bathildis Marie Therese Adolfine van Saksen-Altenburg (Potsdam, 4 maart 1899 — Hemmelmark, 16 februari 1989) was een prinses van Saksen-Altenburg uit het Huis Wettin.
Zij was het oudste kind van de laatste regerende hertog van Saksen-Altenburg Ernst II en Adelheid van Schaumburg-Lippe.
Op 11 juli 1919 trad zij te Hemmelmark in het huwelijk met prins Sigismund van Pruisen, zoon van prins Hendrik van Pruisen en Irene van Hessen en aan de Rijn. Het paar kreeg de volgende kinderen:
- Barbara, (1920-1994), gehuwd met Christiaan Lodewijk van Mecklenburg (1912-1996), zoon van Frederik Frans IV van Mecklenburg-Schwerin,
- Alfred (1924-2013), gehuwd met Maritza Farkas (1929-1996), hun huwelijk bleef kinderloos.